# Bosszú az Eiger csúcsán
A Bosszú az Eiger csúcsán (eredeti cím: The Eiger Sanction) 1975-ben bemutatott amerikai akciófilm, melynek rendezője és főszereplője Clint Eastwood. A forgatókönyv Trevanian The Eiger Sanction című 1972-es regényéből készült, az eredeti mű szerzőjének közreműködésével. A film zenéjét John Williams szerezte. További fontosabb szerepekben George Kennedy, Vonetta McGee és Jack Cassidy látható.
Világpremierje 1975. május 21-én volt New Yorkban. A kritikusokat megosztotta a film, és bírálták annak történetét, illetve forgatókönyvét, ugyanakkor a hegymászós és akciójeleneteket dicsérték.

## Cselekmény
Jonathan Hemlock a művészetek professzora, műgyűjtő és hegymászó, emellett visszavonult bérgyilkos, korábban a C2 nevű szervezeten keresztül kormánynak dolgozott. A C2 főnöke, az albínó Dragon zsarolással rákényszeríti egy újabb akcióra: feladata, hogy bosszúból végezzen két férfival, akik megöltek egy Wormwood kódnévre hallgató ügynököt. Ha nem működik együtt, Dragon felfedi az adóhatóságok előtt Hemlock korábbi bérgyilkosságaiból finanszírozott, értékes ritkaságokat tartalmazó műgyűjteményét. Hemlock Zürichbe utazik és 20 ezer dollárért, valamint a festményei törvényes beszerzését igazoló iratokért cserébe végrehajtja az első gyilkosságot.
Európából hazatérve elcsábítja a C2 egyik alkalmazottja, Jemima Brown, majd Dragon megbízásából ellopja tőle és pénzt és az értékes dokumentumot. A C2 vezetője megígéri ezek visszaadását, miután Hemlock a második merényletet is végrehajtotta. Bár a férfi eleinte vonakodik, de amikor megtudja, hogy Wormwood valójában régi barátja, Henri Baq volt, elfogadja a megbízást. Hemlock zöldsapkásként szolgált a vietnámi háborúban, ahol Baq egyszer megmentette az életét. A bérgyilkos 100 ezer dollárt és a felmerülő költségeinek megtérítését kéri. A célszemély Dragon szerint egy nemzetközi hegymászócsapat tagja, mely a hírhedt svájci Eiger-hegycsúcs északi oldalának megmászására készül. Hemlocknak amerikai csapattagként kell beépülnie és megölnie az egyik, egyelőre nem azonosított hegymászót – Dragon egyelőre csak annyit tud róla, hogy sántít.
Hemlock Arizonába utazik, ahol egy barátja, Ben Bowman és annak vonzó női segítője, George segítségével kezdi formába hozni magát a közelgő megmérettetésre. Itt találkozik egy Miles Mellough nevű ellenségével is, aki évekkel korábban elárulta őt Ázsiában. Mellough ismeri nemezise küldetésének részleteit és a célszemély személyazonosságát is: hajlandó az információt megosztani Hemlockkal, ha az cserébe megkíméli az ő életét. A hegymászó ezt elutasítja, így Mellough megpróbálja őt George segítségével eltenni láb alól, de a férfi túléli a merényletet. Megtorlásképpen a sivatagba csalogatja Mellought és annak testőrét, előbbit agyonlövi, utóbbit pedig sorsára hagyja a sivatagi hőségben, s csak Mellough kiskutyáját viszi magával.
A bérgyilkos ezután Svájcba megy Bowmannel, akinek feladata a hegymászók figyelése a földről. Kleine Scheideggben találkozik a másik három sporttársával, köztük a makacs és beképzelt német Karl Freytaggal. Freytag egy általa kitalált útvonalat javasol, és a csapat kinevezi őt vezetőnek. Másnap reggel útra kelnek az Eigerre, de nemsokára elromlik az időjárás. Egy idősebb francia társukat lezuhanó sziklák sebesítik meg, később belehal fejsérüléseibe. Hemlock vezetésével a visszavonulásra készülnek a már használaton kívüli Eigerwand vasútállomás felé, magukkal cipelve a holttestet. A cél elérése előtt Freytag és az osztrák Anderl Meyer is a mélybe zuhan. A köteleken lógó Hemlockot Bowman és csapata igyekszik megmenteni.
Kötelet dobnak a bajbajutott hegymászónak, de ő felfedezi Bowman sántítását és rájön, végig ő volt a célszemély. Ennek ellenére megbízik benne és vonakodva elvágja saját kötelét – de lezuhanás helyett valóban megmenekül. Kleine Scheidegg felé tartva Bowman bevallja, belekeveredett Baq kiiktatásának ügyébe, de fogalma sem volt róla, hogy meg akarják ölni. Mellough lekötelezettje volt, mert az segített lányának (aki nem más, mint George) leszokni a drogokról. A szállodához visszatérve Bowman a bérgyilkos bocsánatát kéri és ő megígéri, nem fog bosszút állni. Dragon felhívja Hemlockot és azt feltételezi, a hidegvérű ügynök a biztonság kedvéért mindhárom társával végzett (mivel nem ismerte a célszemély identitását). Hemlock közli Bowmannel, hogy Dragon azt hiszi, a kiszemelt áldozat az Eigeren vesztette életét és neki sincs oka mást állítani. Jemima Brown csatlakozik Hemlockhoz és azon tűnődik, vajon Dragonnak esetleg mégis igaza volt-e a hegyen történtek megítélésével kapcsolatban.

## Szereplők
| Szerep                      | Színész             | Magyar hang           | Magyar hang        |
| Szerep                      | Színész             | 1. szinkron (1996–97) | 2. szinkron (2003) |
| --------------------------- | ------------------- | --------------------- | ------------------ |
| Dr. Jonathan Hemlock ügynök | Clint Eastwood      | Szakácsi Sándor       | Kautzky Armand     |
| Ben Bowman                  | George Kennedy      | Gruber Hugó           | Papp János         |
| Jemima Brown ügynök         | Vonetta McGee       | Vándor Éva            | Makay Andrea       |
| Miles Mellough              | Jack Cassidy        | Varga T. József       | Áron László        |
| Anna Montaigne              | Heidi Brühl         | Radó Denise           | Orosz Anna         |
| Dragon                      | Thayer David        | Szabó Ottó            | Makay Sándor       |
| Pope ügynök                 | Gregory Walcott     | Konrád Antal          | Tarján Péter       |
| Karl Freytag                | Reiner Schöne       |                       | Selmeczi Roland    |
| Anderl Meyer                | Michael Grimm       |                       | Kapácsy Miklós     |
| Jean-Paul Montaigne         | Jean-Pierre Bernard |                       | Uri István         |
| George Bowman               | Brenda Venus        | nem szólal meg        | nem szólal meg     |
| Henri Baq ügynök / Wormwood | Frank Redmond       |                       | Végh Ferenc        |

## Fogadtatás
A Rotten Tomatoes 22 kritikus véleménye alapján 22%-os értékelést adott a filmre.
Roger Ebert filmkritikus négyből három csillagra értékelte, az alábbi indoklással: „A cselekménye annyira valószínűtlen és zavaros, hogy egyszerre legfeljebb 15 másodpercig tudjuk azt elhinni, az akciójelenetei viszont annyira magával ragadóak, és a hegytetőn készült felvételek olyan lenyűgözőek, hogy nem is törődünk ezzel… így aztán belefeledkezünk a helyzetekbe, elcsábít minket az operatőri munka, élvezettel nézzük a hős útjába kerülő csinos lányokat, és ha a cselekménynek nincs is semmi értelme – hát, egyik film sem tökéletes.”
A The New York Times kritikája szerint „hosszú, ostoba, de soha sem unalmas feszültséggel teli melodráma”.
Alex Honnold profi hegymászó szerint ez az egyetlen realisztikus, hegymászásról szóló hollywoodi film.

## Fordítás
- Ez a szócikk részben vagy egészben  a   The Eiger Sanction (film) című angol Wikipédia-szócikk ezen változatának fordításán alapul.  Az eredeti cikk szerkesztőit annak laptörténete sorolja fel. Ez a jelzés csupán a megfogalmazás eredetét és a szerzői jogokat jelzi, nem szolgál a cikkben szereplő információk forrásmegjelöléseként.